# Christian Thomasius
Christian Thomasius (1. ledna 1655, Lipsko – 23. září 1728, Halle) byl německý právník, filosof a pedagog, který založil akademickou pověst nově založené univerzity v Halle (1694).

## Život
Narodil se v rodině filosofa, ředitele Tomášské školy v Lipsku, kde se poprvé setkal s myšlenkami raných osvícenců Hugo Grotia a Samuela Puffendorfa. Studoval práva na univerzitě ve Frankfurtu nad Odrou, kde roku 1679 obhájil doktorát. Působil jako advokát v Lipsku, kde od roku 1681 také přednášel na univerzitě, od roku 1684 jako profesor přirozeného práva. Roku 1685 vydal pojednání o "zločinu bigamie", v němž dokazoval, že z hlediska přirozeného práva to žádný zločin není. Roku 1687 se odvážil přednášet na univerzitě německy místo povinné latiny a o rok později začal vydávat měsíčník Scherzhafte und ernsthafte, vernüftige und einfältige Gedanken über allerhand lustige und nutzliche Bücher und Fragen (Žertovné i vážné, rozumné a prosté myšlenky o všech možných zábavných i užitečných knihách a otázkách).
To bylo pro jeho odpůrce už příliš. Roku 1690 byl veřejně obviněn a zatčení unikl jen tím, že utekl do Berlína. Kurfiřt Fridrich III. mu nabídl trvalý azyl v Halle, kde se stal profesorem přirozeného práva, roku 1694 pomáhal založit univerzitu a roku 1710 se stal jejím rektorem. Jeho srozumitelné a často i provokativní přednášky o naléhavých tématech přitahovaly množství posluchačů a založily pověst univerzity v Halle.

## Myšlení a dílo
Thomasius nebyl zvlášť originální ani hluboký myslitel, zato se snažil odpovídat na otázky, které jeho posluchače skutečně zajímaly. Nebyl ateista ani deista, nýbrž věřil v nutnost zjeveného náboženství, nicméně se snažil - jako jeden z prvních v Německu - učinit právní a filosofické myšlení nezávislým na teologii. Snažil se zbavovat různých předsudků a pověr a uplatnit i v právu princip zdravého rozumu. Byl proti mučení útrpného práva a proti trestání čarodějnic.
Zabýval se také historií a vydal třísvazkové "Dějiny moudrosti a pošetilosti" (1693). Kladl velký důraz na praktické vzdělávání a své názory na výchovu právníků shrnul do dvou latinských spisů, totiž Institutiones iurisprudentiae divinae (Instituce božského práva, 1688) a Fundamenta juris naturae et gentium (Základy přirozeného práva a práva národů, 1705).